# Glaphyra cordigera
Glaphyra cordigera är en skalbaggsart som beskrevs av Holzschuh 1992. Glaphyra cordigera ingår i släktet Glaphyra och familjen långhorningar. Inga underarter finns listade i Catalogue of Life.